# 3 Front Ukraiński

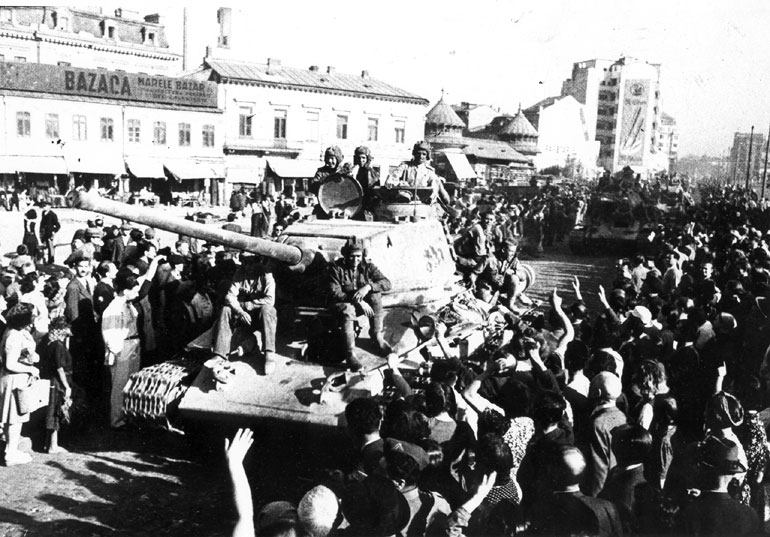
Żołnierze 3 Frontu Ukraińskiego witani 31 sierpnia 1944 w Bukareszcie

3 Front Ukraiński (ros. 3-й Украинский фронт) – związek operacyjno-strategiczny Armii Czerwonej o kompetencjach administracyjnych i operacyjnych na zachodnim terytorium ZSRR, działający podczas wojny z Niemcami w czasie II wojny światowej.

## Historia
Utworzony został 20 października 1943 z Frontu Południowo-Zachodniego.
Rozwinął się w rejonie Zaporoża. W październiku – listopadzie przeprowadził operację w kierunku na Nikopol. 25 października wyzwolił Dniepropetrowsk i Dnieprodzierżyńsk. W marcu – kwietniu 1944 wojska Frontu brały udział w walkach nad Dnieprem. 10 kwietnia wyzwolił Odessę w ramach operacji krzyworoskiej i odeskiej. 17 kwietnia wyszedł na linię: Tyraspol, Bielajewka, Owidiopol. W sierpniu brał udział w operacji jassko-kiszyniowskiej w ramach której wojska Frontu wkroczyły na terytorium Królestwa Rumunii osiągając linię: Olteniţa, Silistra, Mangalia. We wrześniu wszedł do Carstwa Bułgarii, a później z armią bułgarską i Narodową Armią Wyzwolenia Jugosławii walczył od 28 września do 20 października w operacji belgradzkiej. Od października 1944 – lutego 1945 wojska Frontu brały udział w operacji budapeszteńskiej, wraz z 2 Frontem Ukraińskim, zajmując Węgry i część Austrii. W marcu uczestniczył w operacji balatońskiej razem z 2 Frontem Ukraińskim przeciw związkom taktycznym niemieckiej Grupy Armii Południe. W kwietniu wraz z 2 Frontem Ukraińskim przeprowadził operację wiedeńską przeciw Grupie Armii Południe, w wyniku której zajął Wiedeń 13 kwietnia 1945.
Rozformowany 15 czerwca 1945. Na bazie jego sztabu utworzono dowództwo Południowej Grupy Wojsk Radzieckich.

## Dowództwo frontu
Dowódcy:
- generał armii Rodion Malinowski (od października 1943 do 15 maja 1944)
- generał armii Fiodor Tołbuchin (od 16 maja 1944 do czerwca 1945)

Członek Rady Wojennej:
- gen. por. Aleksiej Żełtow[2]

Szef sztabu:
- gen. por. F. Korżeniewicz[2]

## Struktura organizacyjna
Początkowo front składał się z:
- 6 Armia
- 12 Armia
- 46 Armia
- 1 Gwardyjska Armia
- 8 Gwardyjska Armia
- 17 Armia Lotnicza

W późniejszym okresie w skład frontu wchodziły:
- 26 Armia
- 27 Armia
- 28 Armia
- 37 Armia
- 57 Armia
- 5 Armia Uderzeniowa
- 4 Gwardyjska Armia
- 9 Gwardyjska Armia
- 6 Gwardyjska Armia Pancerna
- 1 Armia Bułgarska
- 2 Armia Bułgarska
- 4 Armia Bułgarska